# Rocs d'en Sardinyà
Els Rocs d'en Sardinyà es troben al Parc de la Serralada Litoral, concretament a Vilassar de Dalt (el Maresme), declarat bé cultural d'interès local.

## Descripció
És una estructura de granit que va estar habitada durant el Neolític antic o cardial (5500 aC-4000 aC). Es tracta d'un assentament a l'aire lliure i un dels primers indrets a Catalunya on apareix aquesta fase del Neolític Antic. La disposició de les roques facilitava col·locar-hi cobertes vegetals per formar habitacles. Pau Ubach el descriu com un indret d'aspecte impressionant, amb uns 20 m de diàmetre i 6 d'alçària en la part més alta. El conjunt es va destruir en explotar-lo com a pedrera durant els anys vuitanta, tot i la ferma oposició dels arqueòlegs que hi havien treballat.
S'hi van fer diverses excavacions i se'n va recollir gran quantitat de material. Vicenç Valdellou va estudiar-ne els materials i va publicar-ne els resultats el 1972. Entre les peces trobades cal destacar fragments de ceràmica cardial, de ceràmica amb decoració incisa, dues destrals polides (una de basalt i una altra de diorita), raspadors de sílex i una destral de coure. Aquesta destral de coure, trobada pels picapedrers i conservada al Museu-Arxiu de Vilassar de Dalt, demostra una continuïtat d'ús d'aquest indret fins a l'època calcolítica.

## Accés
Es troben a Vilassar de Dalt: situats al Dolmen de Can Boquet, baixem 140 m per la pista en direcció al Pi de la Creu de Can Boquet i girem a l'esquerra per un camí que passa entre camps de conreu. En arribar a la primera bifurcació girem a la dreta, en direcció sud. Tornem a girar a la dreta a la bifurcació següent i continuem fins a la cantonada SO del camp de conreu que tenim a la dreta. Els Rocs d'en Sardinyà estan uns metres abans d'arribar al rocam dels Recers (clarament visibles dins del bosc, on s'acaba el terreny pla i comença el pendent), a tocar de la pista i a la banda est. Coordenades: x=445367 y=4597933 z=413.